# Cantón de Hyères-Este
El cantón de Hyères-Este era una división administrativa francesa, que estaba situada en el departamento de Var y la región de Provenza-Alpes-Costa Azul.

## Composición
El cantón estaba formado por una fracción de la comuna que le daba su nombre:
- Hyères (fracción)

## Supresión del cantón de Hyères-Este
En aplicación del Decreto nº 2014-270 de 27 de febrero de 2014, el cantón de Hyères-Este fue suprimido el 22 de marzo de 2015 y su fracción de comuna se unió a la otra fracción para formar el nuevo cantón de Hyères.